# Eudryas grata
Eudryas grata là một loài bướm đêm thuộc họ Noctuidae. Chúng được biết đến với khả năng bắt chước phân chim. Được tìm thấy rất nhiều, chủ yếu trên toàn bộ miền đông Hoa Kỳ. Những vật chủ cho sâu bướm của chúng bao gồm Ampelopsis, Cephalanthus occidentalis, nho, hoa bia và dây leo Trinh đằng năm lá.